# Brunvingad stare
Ej att förväxla med brunvingad glansstare.
Brunvingad stare (Aplonis grandis) är en fågel i familjen starar inom ordningen tättingar.

## Utseende och läte
Brunvingad stare är en enfärgat mörk stare med rött öga, purpurglänsande huvud och bröst och grönare ton på kroppen. Ljusbruna vingpennor är karakteristiska för arten. Vanligaste lätet är ett melodiskt och metalliskt "pink pink", medan sången är en blandning av metalliska melodiska, tjippande, gnisslande och andra ljud. 

## Utbredning och systematik
Brunvingad stare förekommer på Salomonöarna och delas in i tre underarter med följande utbredning:
- A. g. grandis – Bougainville, Choiseul och Santa Isabel)
- A. g. macrura – Guadalcanal
- A. g. malaitae – Malaita

## Levnadssätt
Brunvingad stare hittas i skog och skogsbryn, upp till 750 meters höjd, på Guadalcanal 1200 meter. 

## Status
Brunvingad stare har ett begränsat utbredningsområde och beståndsutvecklingen är okänd. Den tros dock inte vara hotad, varför interantionella naturvårdsunionen IUCN kategoriserar arten som livskraftig.